# Косино-Ухтомский
Район Косино́-Ухто́мский — район в Восточном административном округе города Москвы. Соответствует внутригородскому муниципальному образованию  муниципальный округ Косино-Ухтомский. Граничит с районами Вешняки, Выхино-Жулебино, Новокосино и Некрасовка, а также с городом Люберцы и городским округом Балашиха. Площадь района составляет 1506 га.
Район Косино-Ухтомский состоит из трёх микрорайонов — Кожухово, Косино и Ухтомский. Принадлежит деревне в восточной части.
Район знаменит своим ценнейшим природным комплексом. На территории района Косино-Ухтомский  располагается Природно-исторический парк Косинский, в который входит знаменитый комплекс ледниковых озёр Косинское Трехозёрье, долина реки Рудневки и заповедные луга вблиз деревни Руднёво. Также по соседству располагается Салтыковский лесопарк. В 1923 г. на территории Косина был организован Косинский заповедник, который был одним из шести первых заповедников СССР.

## История
Согласно археологическим данным, люди жили в нынешнем районе с очень давних времён. На территории Косина и его окрестностей в конце прошлого века были обнаружены четыре группы курганов (всего курганов 15) и две неолитические стоянки. Люди так называемой абашевской культуры эпохи бронзы жили здесь ещё во 2-м тысячелетии до н. э. Три группы курганов, находящихся между Белым и Святым озёрами, раскопаны, а одна группа — близ Жулебина — ещё ждёт раскопок. Обнаруженные в косинских курганах предметы находятся в музее антропологии Московского государственного университета им. М. В. Ломоносова.
В 1894 году на Рязанском направлении близ деревни Жулебино был построен остановочный пункт Косино, а в 1898 году немного дальше от Москвы, близ деревни Подосинки открылся остановочный пункт Подосинки, переименованный в 1918 году в Ухтомскую. В течение XX века территория к северу от железной дороги стала популярным дачным местом, там возникли дачные посёлки Новокосино и Ухтомский, к северу и к югу от деревни Косино соответственно. В 1984 году деревни Косино, Кожухово, Руднёво, часть деревни Крутицы, посёлок Ухтомский вошли в состав Москвы и стали местом жилищного строительства.

## Население
| 2002    | 2010    | 2011    | 2012    | 2013    | 2014    | 2015    |
| ------- | ------- | ------- | ------- | ------- | ------- | ------- |
| 16 917  | ↗72 144 | ↗72 318 | ↗73 074 | ↗75 218 | ↗77 629 | ↗79 429 |
| 2016    | 2017    | 2018    | 2019    | 2020    | 2021    | 2023    |
| ↗80 543 | ↗80 794 | ↗81 588 | ↗82 267 | ↗82 413 | ↗88 817 | ↗89 113 |
| 2024    |         |         |         |         |         |         |
| ↗89 438 |         |         |         |         |         |         |

### Национальный состав
По итогам переписи населения 2020 года проживали следующие национальности (национальности менее 0,1 % и другое, см. в сноске к строке «Другие»):
| Национальность | Численность, чел. | Доля     |
| -------------- | ----------------- | -------- |
| Русские        | 67 594            | 76,10 %  |
| Татары         | 787               | 0,89 %   |
| Украинцы       | 525               | 0,59 %   |
| Армяне         | 515               | 0,58 %   |
| Узбеки         | 469               | 0,53 %   |
| Азербайджанцы  | 215               | 0,24 %   |
| Белорусы       | 176               | 0,20 %   |
| Таджики        | 152               | 0,17 %   |
| Грузины        | 111               | 0,12 %   |
| Киргизы        | 98                | 0,11 %   |
| Другие         | 18 175            | 20,47 %  |
| Итого          | 88 817            | 100,00 % |

## Инфраструктура

### Школы и детские сады
На территории района расположено 17 детских садов (№ 74, 1904, 2031, 2476, 2504, 2525, 2537, 2538, 2549, 2550, 2551, 2552, 2567, 2614, 2616, Центр развития детей – «Мир детства», Детский центр "Талант") и общеобразовательные школы (№ 1443, 1602, 2015, 2018, 2026, 2031, 2032, 2034, 2035, 2036).

### Школы-интернаты
Школа-интернат № 49 имени Г. И. Росголимо

### Медицина
Городские поликлиники № 78, № 66 «ДЗМ» Филиал 3. Детская поликлиника № 120.

### Торговые центры и развлечения
Гипермаркет «О’КЕЙ» , Гипермаркет «ГОРОД» , КАРО Фильм

## Парки и скверы
В Косино-Ухтомском располагаются несколько объектов, входящих в природно-исторический парк «Косинский», парковая зона вдоль улицы Медведева, сквер «Лухмановский» и общественное пространство с фестивальной площадкой и ландшафтным парком на Святоозёрской улице.
Природно-исторический парк «Косинский» (335 га) имеет статус природоохранной территории с 2006 года. Включает в себя несколько самостоятельных объектов: Косинское Трехозерье (территории у озёр Белое, Черное и Святое), долину реки Рудневки и долину реки Банная канава. Трехозерье занимает площадь около 65 Га. Три озера считаются единственными в пределах Москвы водоемами природного (ледникового) происхождения. Территории у озер благоустроены: есть пляжная зона (у Белого озера), развлекательная инфраструктура, детские и спортивные площадки, лодочная станция, пикниковые точки. На территории Трехозерья проложена экотропа протяженностью 4,5 км и сеть велодорожек. Разрешена рыбалка. На территории Трехозерья обитают мелкие животные — зайцы, ежи, кроты, грызуны. Многие виды прибрежно-водной растительности занесены в Красную книгу Москвы. На берегу Белого озера расположен Косинский храмовый комплекс. В состав комплекса входят три храма: Свято-Успенский, Свято-Никольский (каменный) и Свято-Тихоновский (деревянный). Каменные храмы были возведены соответственно в 1818–23 и 1823–26 годах стараниями владельца села Косино Дмитрия Александровича Лухманова. Деревянный храм в древнерусском стиле был сооружен в 1986 году на фундаменте деревянного храма святителя Николая Чудотворца, впервые упоминавшегося ещё в 1617 году, но сгоревшего при пожаре в 1947 году.
Сквер «Лухмановский» — сквер, открытый в Косине-Ухтомском 30 августа 2019 года в районе пересечения Лухмановской улицы и Проектируемого проезда № 6353. Ранее на месте зоны отдыха был пустырь. Проект разрабатывался на основе пожеланий жителей района, название было выбрано методом народного голосования. Сквер отличается искусственно измененным рельефом: для защиты открытого пространства от ветра сделали насыпные холмы, между которыми провели прогулочные дорожки. Особенностью общественной зоны также стали современные дизайнерские МАФы: лавки-«змейки», перголы, качели-«гнёзда». В сквере установлено два больших детских комплекса и «археологическая» песочница. В день открытия сквер посетили около двух тысяч человек. Благоустройство территории проводилось по программе создания комфортной городской среды «Мой район».
Ландшафтный парк «Феникс» и фестивальная площадка на Святоозёрской улице — общественное пространство, открытое в Косине-Ухтомском в 2019 году. Располагается в районе пересечения улиц Святоозёрская, Салтыковская и Руднёвка — напротив храма Троицы Живоначальной в Кожухове. Площадка оформлена в стиле старорусской ярмарки: павильоны и беседки напоминают сказочные терема, украшают пространство большие фигуры русских витязей. На площадке обустроена деревянная рампа для скейтбординга (зимой на её месте открывается каток). Павильон круглогодичной ярмарки и фестивальная площадка на Святоозёрской улице были открыты 26 апреля 2019 года. В августе того же года в рамках ежегодного фестиваля «Цветочный джем» рядом с площадкой появился всесезонный ландшафтный парк. Площадь парка — 0,6 га. Автором концепции стал ландшафтный дизайнер Джеймс Бассон. По его задумке, зелёная зона продолжает тему русских народных сказок: высаженные растения напоминают сказочный лес, дорожки вымощены искусственно состаренной плиткой, имитирующей волшебные тропы, также в парке установлены «путевые» камни-валуны. Название парк получил в честь птицы Феникс (аналог русской Жар-Птицы).
Парковая зона вдоль улицы Медведева — участок Косинского лесопарка в долине реки Руднёвки, прилагающий к жилому массиву. Протяжённость зелёной зоны составляет около 1–1,5 км. От проезжей части парковая часть отделена невысоким забором. Входная группа находится напротив детского сада № 2031 (ул. Медведева, д. 8), в этой же части парка располагаются детская и тренажёрная площадки. В 2019 году парковая зона была благоустроена в рамках программы «Мой район»: на территории проложили новые прогулочные дорожки, установили дополнительное освещение и камеры видеофиксации, сделали новые места отдыха.

## Транспорт
Автобусы:
- № 14  Реутов — 4-й микрорайон Кожухова
- № 79  Выхино —  Реутов
- № С613  Вешняки — 3-й микрорайон Новокосина
- № 722  Выхино —  Некрасовка
- № 723 Некрасовка — 2-й Московский крематорий
- № 726 4-й микрорайон Кожухова - Улица Руднёвка
- № 747  Выхино — Улица Камова
- № 772 Метро «Выхино» — 2-й Красковский проезд
- № 773 9-й микрорайон Кожухова —  Реутов
- № 787  Перово — 9-й микрорайон Кожухова
- № 792 9-й микрорайон Кожухова —  Новокосино
- № 808 9-й микрорайон Кожухова —  Лухмановская
- № 821  Выхино — 9-й «А» микрорайон Кожухова
- № 849 Лухмановская улица, 29 — 9-й микрорайон Кожухова
- № 855 17-й квартал Люберецких полей — 9-й микрорайон Кожухова
- № 885 3-й квартал Люберецких полей — 3-й микрорайон Новокосина
- № 1064 Станция Реутово — Люберцы, микрорайон «Красная Горка» (перевозчик «Мострансавто»)

На территории района расположены станции метро  Улица Дмитриевского и  Лухмановская и ж/д станции Косино и Ухтомская, вошедшие в состав МЦД-3.

## Районная пресса
Официальное сетевое издание «Косино-Ухтомский информационный вестник».